# Ріпки (Малопольське воєводство)
Ріпки (пол. Ropki) — лемківське село в Польщі, у гміні Устя-Горлицьке Горлицького повіту Малопольського воєводства. Населення — 35 осіб (2011).

## Географія
Село розташоване в Низьких Бескидах, за 7 км на південь від адміністративного центру ґміни Устя-Горлицьке, за 21 км на південь від Горлиці і за 109 км на південний схід від Кракова.
Середня висота місцевості 562 м над рівнем моря. Найвища висота, гора Ласкова (997 м), розташована за 4 км на південний захід від села.

## Історія
Перша згадка про село датується 1581 роком, коли було закріпачене за волоським правом Адамом Бженським. Згадується в податковому реєстрі 1581 року як село в Бецькому повіті, належало до парохії Ганчова, були 3 волоські подвір'я і господарство солтиса. Приблизно 1610 року була побудована перша православна церква Різдва Богородиці, в 1691 р. у складі Перемишльської єпархії увійшла до Української греко-католицької церкви. В 1785 році тут жило коло 320 осіб. У 1801 р. збудована наступна греко-католицька церква, назва якої була змінена на Покрова Пр. Богородиці (належала до парохії Ганчова Горлицького деканату); у будівництві брали участь також жителі сіл Висової та Ганчової. Храм діяв до виселення українців у другій половині 1940-х років, після чого простояв у селі ще коло 30-ти років. У 1978 році був розібраний, а його матеріали перевезені до Музею народної архітектури в Сяніку, де у 2001 році був реконструйований. Метричні книги провадились від 1784.
У 1881 році у селі було 56 дворів і 336 жителів, із них 325 лемків та 11 євреїв.
До 1945 року було практично чисто лемківське населення: з 430 жителів села — 420 українців-грекокатоликів, 5 українців-римокатоликів і 5 євреїв.
У 1947 році в рамках операції «Вісла» українців-лемків депортовано на понімецькі землі, натомість завезено поляків.
Під час операції «Вісла» село змушені були покинути родини Михневичів, Шептаків, Криницьких, Федорчаків, Дуб'янських, Пласконів, Медведів, Дуркотів, Желязко, Жовнірчиків, Блащаків, Польчиків, Кань, Дуців, Калакуків, Малютичів, Бреянів і багато інших. Зокрема, були депортовані:
- Михневичи: Антон Іванович (1910), Антоніна Теодорівна (1913), Іван Антонович (1932), Стефан Антонович (1934), Теодор Антонович (1936), Марія Антонівна (1943), Іван (Ян) Семенович, Ангеліна (Акелія), Марія Іванівна, Антоніна Іванівна, Семен Антонович;
- Криницькі: Матрона Сильвестрівна, Степан Омелянович, Марія Титусівна, Емілія Степанівна, Іван Степанович, Юлія Степанівна, Любов Степанівна;
- Шептаки: Парасковія і Йосип Титусович, Анна, Григорій,Іван Григорович(1929)

У 1975—1998 роках село належало до Новосондецького воєводства.

## Демографія
Демографічна структура станом на 31 березня 2011 року:
|          | Загалом | Допрацездатний вік | Працездатний вік | Постпрацездатний вік |
| -------- | ------- | ------------------ | ---------------- | -------------------- |
| Чоловіки | 19      | 5                  | 13               | 1                    |
| Жінки    | 16      | 7                  | 9                | 0                    |
| Разом    | 35      | 12                 | 22               | 1                    |

## Культура
У даний час у селі збереглися залишки кладовища. Церква в 1959 році була розібрана і передана в музей народної архітектури в Сянік.
|                   |                   |                           |
| Залишки кладовища | Пансіонат «Кудак» | Церква у Ріпках в 1915 р. |

## Відомі уродженці
- Криницький Григорій Томкович (1944) — українській лісівник, доктор біологічних наук, професор, перший віце-президент Лісівничої академії наук України[6], завідувач кафедри лісівництва, проректор з наукової роботи Національного лісотехнічного університету України.